# Anselmo Cano
Anselmo Cano y Cano (Ciudad de México, ca. 1825 - Mérida, 1904) fue un político mexicano. Fue vicegobernador de Yucatán a finales de 1860 cuando, por ausencia del gobernador Lorenzo Vargas, asumió el mando político del estado.

## Datos históricos
Anselmo Cano estudió en el Colegio de San Ildefonso en la Ciudad de México. Fue secretario particular de dos presidentes de México: Mariano Arista e Ignacio Comonfort, en cuya compañía participó en la proclamación del Plan de Ayutla. Fue constituyente en el estado de Colima y también en Yucatán.
En 1860 Lorenzo Vargas se rebeló desde Campeche contra Agustín Acereto quien era gobernador. El 15 de noviembre ocupó la villa de Muna, al sur del estado de Yucatán, y desde ahí se proclamó gobernador de Yucatán para sustituir a Acereto a quien apresaron y llevaron a prisión. Junto con el general Vargas, Anselmo Cano fue nombrado vice - gobernador de Yucatán.
Vargas, quien dejó el poder al día siguiente de asumirlo por la fuerza para perseguir a su enemigos políticos, dejó en el poder a Anselmo Cano. Este, a finales de 1860, expidió la convocatoria para elecciones estatales para el siguiente año. Estas elecciones, empero,  no se pudieron llevar a cabo por el levantamiento de Pedro Acereto, el 22 de mayo de 1861, en Valladolid, quien exigía la restitución de su padre, Agustín, en el gobierno del estado. La sublevación logró su propósito y tanto Cano como Lorenzo Vargas debieron huir precipitadamente hacia Campeche.
Más adelante, ese mismo año de 1861, Agustín Acereto se hizo cargo nuevamente del poder ejecutivo de Yucatán, reemplazando a Anselmo Cano. Este pudo retornar años después a la ciudad de Mérida, donde murió en 1904.